# Piragüismo en los Juegos Asiáticos de 2022
Las competiciones de piragüismo en los Juegos Asiáticos de 2022 se realizó en Hangzhou (China), entre el 30 de septiembre y el 7 de octubre de 2023.
En total se disputaron en este deporte dieciséis pruebas diferentes, ocho masculinas y ocho femeninas, repartidas en dos especialidades: doce en la modalidad de aguas tranquilas y cuatro en eslalon.

## Medallero
| Núm. | País          | Oro | Plata | Bronce | Total |
| ---- | ------------- | --- | ----- | ------ | ----- |
| 1    | China         | 12  | 1     | 0      | 13    |
| 2    | China Taipéi  | 2   | 0     | 1      | 3     |
| 3    | Kazajistán    | 1   | 5     | 5      | 11    |
| 4    | Uzbekistán    | 1   | 3     | 3      | 7     |
| 5    | Corea del Sur | 0   | 3     | 0      | 3     |
| 6    | Japón         | 0   | 2     | 2      | 4     |
| 7    | Tailandia     | 0   | 1     | 1      | 2     |
| 8    | Singapur      | 0   | 1     | 0      | 1     |
| 9    | Irán          | 0   | 0     | 3      | 3     |
| 10   | India         | 0   | 0     | 1      | 1     |
|      | TOTAL         | 16  | 16    | 16     | 48    |